# Ryan Smith (homme d'affaires)
Pour les articles homonymes, voir Ryan Smith.
S. Ryan Smith est un homme d'affaires, milliardaire américain, cofondateur et actuel président exécutif de Qualtrics, une société dite « de gestion de retours d'expérience », leader mondial des logiciels d'« enquête client » et notamment d'enquêtes en ligne. Cette entreprise de collecte et d'analyse des données sur des clients (dans le monde) produit des bases de données notamment utilisées pour les études de marché ; elle a son siège à Provo, dans l'Utah aux États-Unis,,.
En 2016, S. Ryan Smith a été inclus dans les 40 Under 40 du magazine Fortune.
Ryan Smith est considéré comme un personnage énergique, extraverti, philanthrope, et connu pour des apparitions parfois exubérantes lors des événements annuels du Silicon Slopes (un groupe émergent d'industries technologiques qu'il a contribué à créer dans l'Utah) afin de concurrencer la Silicon Valley, notamment grâce à la National Public Radio et grâce à l'immense Centre de données de l'Utah de la NSA, souvent considéré comme le plus grand centre d'interception de communication/espionnage au monde (qui consomme annuellement environ US$40 million de frais d'électricité pour faire fonctionner et refroidir ses serveurs), mais aussi grâce à la présence de SanDisk, de la coentreprise Intel/Micron Technology IM Flash Technologies, la société de développement de logiciels de jeux vidéo EA Sports, la société de commerce électronique eBay, la société de logiciels d'analyse de données Adobe Systems et société de services bancaires et technologiques Zions Bank).
En octobre 2020, il rachète la franchise NBA du Jazz de l'Utah, pour 1,66 milliard de dollars américains,(transaction approuvée à l'unanimité le 18 décembre par le Conseil des gouverneurs de la NBA).

## Enfance et éducation
Smith est né durant l'automne 1977 (dans une fratrie de 5 enfants) à Eugene, deuxième ville la plus peuplée d'Oregon (avec environ 100 000 habitants à l'époque).
Son père (Scott M. Smith), professeur à l'université Brigham-Young et titulaire d'un doctorat en marketing, sera aussi l'un des cofondateurs de Qualtrics.
Sa mère (Nancy Smith Hill), également titulaire d'un doctorat était entrepreneur en système d'information,, mais a aussi créé une entreprise de fabrication de papier qu'elle a ensuite vendue à une société de capital-investissement.
À l'âge de 17 ans le jeune Smith part enseigner l'anglais en Corée du Sud.
Puis, il s'inscrit en premier cycle d'une école de commerce (Marriott School of Business) de l'université Brigham-Young (en anglais : Brigham Young University, BYU ou the Y, qui est l'université principale de l'Église mormone de Jésus-Christ des saints des derniers jours). Alors qu'il faisait un stage en Californie chez Hewlett-Packard en 2001, il apprend que son père s'est vu diagnostiquer un cancer de la gorge. Smith rentre alors à Provo (Utah) pour se rapprocher de sa famille, et c'est à ce moment qu'il cofonde Qualtrics, avec son père qui est à l'origine de l'idée et du concept commercial, ainsi que de son frère Jared.

## Développement et vente de Qualtrics (2002-2018)
En 2002, Ryan Smith, son ami Stuart Orgill (BYU), et son frère Jared ouvrent avec son père, Scott Smith les premiers bureaux de Qualtrics (qui se tiendront dans le sous-sol de la maison familiale durant 2 ans)
Durant sa première année d'étude, il abandonne l'école pour passer plus de temps à travailler sur Qualtrics, bien qu'il soit finalement retourné à l'école pour terminé son cycle d'étude et acquérir son diplôme en 2016.
Pour commercialiser le logiciel « Qualtrics », Ryan Smith et ses associés ciblent d'abord les universités/écoles qui peuvent l'utiliser pour mener des recherches statistiques et académiques. 
Les étudiants d'écoles de commerce ayant été séduits par sa simplicité d'utilisation le recommandent ensuite aux entreprises. 
Le marché des données personnelles est alors très peu régulé dans le monde[réf. nécessaire]. Ceci permet à l'entreprise de rapidement se développer.
En novembre 2018, un éditeur allemand de logiciel de systèmes de gestion et de maintenance d'entreprises et d'institutions (SAP, 1er éditeur de logiciels en Europe et 4e dans le monde) annonce le rachat de l'américain Qualtrics, pour la somme de 8 milliards de dollars.
Alors que l'entreprise allait faire son entrée en bourse, SAP négociait son rachat depuis des mois en intégrant dans le montant une surprime par rapport à sa valorisation. En novembre 2018, SAP rachète aussi l'éditeur de logiciels français Contextor, spécialisé en Robotic process automation.
En 2021, le site internet de Qualrics affirme que « Grâce à une technologie de pointe en matière d'analyse des textes et s'analyse de la voix, Qualtrics identifie en temps réel les points de blocage dans les commentaires des clients » et que « Grâce à des outils puissants d'Intelligence artificielle (IA) et de Machine Learning, Qualtrics génère des recommandations d'actions puis les envoie automatiquement aux personnes concernées ».

## Affaire Cambridge Analytica
Le lanceur d'alerte Christopher Wylie a montré que la plate-forme Qualtrics et celle d'Amazon mechanical turkes (plateforme web où des humains effectuent, contre rémunération, des tâches plus ou moins complexes) ont été les deux outils utilisés par Cambridge Analytica pour créer des pseudo-tests ouverts aux internautes contre rémunération.
Le test basé sur 120 questions produisait un profil individu en 5 axes parfois dénommé modèle « océan », basé sur des facteurs tels que l'ouverture à l'expérience, la conscience, l'extraversion, l'agrément et la tendance à la névrose. Avec le temps Quatrics a été préféré car (selon Wylie), chez Amazon « les gens sont trop habitués à remplir des sondages - au point que cela commence à affecter les résultats »).

À ce stade, Facebook était très peu impliqué, et les deux sites principalement utilisés n'avaient pas d'accès aux données personnelles stockées sur Facebook. Mais après que chaque internaute ait rempli un test rémunéré en ligne, il se voyait demander de se connecter à son compte Facebook pour recevoir l'argent promis (2 à 4 $ par test). C'est lors de cette phase de connexion au compte Facebook que l’algorithme de Cambridge Analytica pénétrait les ordinateurs pour y « aspirer », illégalement dans les comptes Facebook, des millions d'autres données personnelles (ex. : nom complet, lieu de résidence, données de  likes des utilisateurs, mais aussi de leurs « amis »…). Environ 87 millions d'internautes ont ainsi été virtuellement cambriolés. Pour la phase suivante, c'est la société-sœur canadienne de Cambridge Analytica : AggregateIQ, qui exploitait cette énorme base de données personnelles. Ses logiciels et algorithmes combinaient les données disponibles pour produire des profils psychologiques très détaillées. Ces profils ont notamment servi (via des messages ciblés sur les réseaux sociaux par exemple) à modifier les points de vue d'un grand nombre de futurs votants sur Donald Trump, puis à rendre le Brexit plus désirable lors de la campagne du référendum sur l'appartenance du Royaume-Uni à l'Union européenne,. 
C’est ainsi que des millions de personnes ont — sans le savoir — été victime d'abord d'un gigantesque vol de données personnelles, puis pour certaines d'une modification de leur perception du monde, le tout au profit de groupes d'intérêts politicofinanciers commanditaires libertariens de droite comme Vote Leave dans le cas qui a conduit au Brexit,,.

## Après la vente de Qualtrics
L'accord de vente à la SAP, prévoyait que Smith reste impliqué dans la gestion de l'entreprise après sa vente.
Il a aussi lancé plusieurs projets dans le cadre du Silicon Slopes, dont pour intensifier les tests COVID-19 en 2020-2021 pour freiner la pandémie de Covid-19.
En juillet 2020, 18 mois seulement après le rachat de Qualtrics, SAP annonce vendre des actions de Qualtrics, tout en voulant rester majoritaire (et selon la presse locale, Smith souhaite aussi rester parmi les principaux actionnaires de Qualtrics lors de son entrée en bourse).

## Actions de bienfaisance
Smith s'est impliqué dans l'organisme de bienfaisance 5 For The Fight, fondé en 2016 et présidé par lui, à la suite d'une promesse faite à son père survivant du cancer. L'ONG est consacrée au financement de la recherche sur le cancer.
Les déclarations fiscales de Qualtrics montrent qu'en 2018, l'année de son rachat, elle a investi 1,57 million de dollars en publicité et promotion pour la recherche sur le cancer. L'ONG exhorte ses supporters à faire un don de 5 $ pour la recherche sur le cancer. Elle s'est notamment affichée sur les maillots des joueurs de basket du Jazz de l'Utah.

## Fortune
En 2016, il était sur la liste des entrepreneurs américains de moins de 40 ans les plus riches.
En octobre 2020, Forbes l'évaluait à environ 1,3 milliard de dollars.

### Propriétaire d'équipes sportives
Smith se dit sportif et passionné de golf (il y a joué avec Deron Williams, ancien basketteur du Jazz de l'Utah) et de basket-ball (il aurait un terrain de basket dans le sous-sol chez lui, et a fait installer un terrain à l’entrée du siège de Qualtrics).
Jeune, il a participé au programme jeunesse Junior Jazz et aurait voulu être basketteur et il a assisté à de nombreux matchs.

#### Achat du Jazz de l'Utah
Le 28 octobre 2020, Gail Miller annonce que Smith achète la majorité des parts de la franchise NBA du Jazz de l'Utah.
L'accord d'achat comprend également la salle omnisports Vivint Smart Home Arena et les Stars de Salt Lake City de la NBA Gatorade League et la gestion de l'équipe de baseball des Bees de Salt Lake,,.
Miller avait auparavant mis l'équipe dans une fiducie héritée dans le but de garder le Jazz dans l'Utah. Lors de son annonce, Miller s'est dit « pleinement convaincu qu'avec cette vente, les objectifs de la fiducie seront honorés, les nouveaux propriétaires ont pris le même engagement de garder l'équipe dans l'Utah ».

#### Achat du Real Salt Lake
En janvier 2022, Smith et l'investisseur David Blitzer achètent à l'homme d'affaires Dell Loy Hansen le Real Salt Lake de la Major League Soccer (MLS) ainsi que le stade de football (soccer) l'America First Field, qui comprend la filiale des Real Monarchs et le Zions Bank Stadium,. Le duo rétabli également les Royals de l'Utah de la National Women's Soccer League (NWSL) en 2023, l'équipe d'origine devenant le Current de Kansas City en 2020.

#### Mammoth de l'Utah
Dès 2022, le Smith Entertainment Group (SEG) est fortement impliqué dans des discussions visant à attirer une équipe de la Ligue nationale de hockey (LNH) à Salt Lake City, soit via une expansion, soit par une relocalisation. En janvier 2024, le SEG publie une demande officielle pour que la LNH ouvre un processus d'expansion, déclarant qu'ils sont « prêts à accueillir la LNH » à Salt Lake City. Le SEG déclare également que l'équipe peut jouer immédiatement au Delta Center, avec la possibilité de jouer dans une nouvelle arène à construire dans la région de Salt Lake City à une date ultérieure.
En avril 2024, plusieurs sources rapportent que Smith et le propriétaire des Coyotes de l'Arizona, Alex Meruelo, travaillent sur un accord qui verrait Smith acheter les Coyotes et déplacer l'équipe de la région de Phoenix à Salt Lake City,,.
Le 18 avril 2024, la vente et la relocalisation des Coyotes à Salt Lake City sont finalisées et annoncées sur les réseaux sociaux. Meruelo a conservé la marque Coyotes, permettant à Smith d'établir une nouvelle franchise à Salt Lake City sous le nom du Mammoth de l'Utah.

## Vie personnelle
Ryan est marié à Ashley Smith. Ils vivent ensemble à Provo dans l'Utah avec leurs cinq enfants.
Smith est membre de l'Église de Jésus-Christ des saints des derniers jours et a passé deux ans au Mexique en tant que missionnaire.